# دیشوم
دیشوم (به عربی: دیشوم) روستایی فلسطینی، واقع در ۱۲،۵ کیلومتری شمال صفد بود.